# Personnage conceptuel
Pour les articles homonymes, voir Personnage.
 (mars 2010).
Si vous disposez d'ouvrages ou d'articles de référence ou si vous connaissez des sites web de qualité traitant du thème abordé ici, merci de compléter l'article en donnant les références utiles à sa vérifiabilité et en les liant à la section « Notes et références ».
Le personnage conceptuel est une notion élaborée par Gilles Deleuze et Félix Guattari dans Qu'est-ce que la philosophie ?. Elle désigne des personnages fictifs, ou semi-fictifs, créés par un ou plusieurs auteurs afin de véhiculer une ou des idées. Même si à l’origine un individu historique a éventuellement existé, celui-ci a été par la suite instrumentalisé par les auteurs qui l’ont repris à leur compte. Michel Onfray, dans sa Contre histoire de la philosophie, utilise régulièrement ce concept[réf. souhaitée].
Néanmoins, le personnage conceptuel tel que le présentent Deleuze et Guattari correspond au mode d'écriture et de dissertation de l'écrivain. Un personnage conceptuel n'est pas toujours consciemment construit par l'écrivain, c'est le ton qu'il prend pour écrire, la façon dont il amène sa thèse[pas clair]. Ils[Qui ?]permettent, par leurs traits (pathiques, relationnels, dynamiques, juridiques ou existentiels), de poser les limites du problème[Lequel ?].
« Les personnages conceptuels en revanche opèrent les mouvements qui décrivent le plan d’immanence de l’auteur, et interviennent dans la création même de ses concepts. Aussi, même quand ils sont « antipathiques », c’est en appartenant pleinement au plan que le philosophe considéré trace et aux concepts qu’il crée : ils marquent alors les dangers propres à ce plan, les mauvaises perceptions, les mauvais sentiments ou même les mouvements négatifs qui s’en dégagent, et vont eux-mêmes inspirer des concepts originaux dont le caractère répulsif reste une priorité constituante de cette philosophie. »
— Qu'est-ce que la philosophie ?
De ce fait, la notion de personnage conceptuel est indissociable de celle du plan d'immanence et du concept :
« Les concepts ne se déduisent pas du plan, il faut le personnage conceptuel pour les créer sur le plan. »
— Qu'est-ce que la philosophie ?
Deleuze étend même cette notion à celle de l'image : le personnage conceptuel est l'image que l'on prend lorsque l'on parle "en tant que".
« Les personnages conceptuels sont les « hétéronymes » du philosophe, et le nom du philosophe, le simple pseudonyme de ses personnages. Je ne suis pas moi, mais une aptitude de la pensée à se voir et se développer à travers un plan qui me traverse en plusieurs endroits. Le personnage conceptuel n’a rien à voir avec une personnification abstraite, un symbole ou une allégorie, car il vit, il insiste. Le philosophe est l’idiosyncrasie de ses personnages conceptuels. C’est le destin du philosophe de devenir son ou ses personnages conceptuels, en même temps que ces personnages deviennent eux-mêmes autre chose que ce qu’ils sont historiquement, mythologiquement ou couramment (le Socrate de Platon, le Dionysos de Nietzsche, l’Idiot de Cuse). Le personnage conceptuel est le devenir ou le sujet d’une philosophie, qui vaut pour le philosophe, si bien que Cuse ou même Descartes devraient signer « L’Idiot », non moins que Nietzsche « l’Antéchrist » ou « Dionysos crucifié ». les actes de parole dans la vie témoignent en fait d’une troisième personne sous-jacente : je décrète la mobilisation en tant que président de la République, je te parle en tant que père… »
— Qu'est-ce que la philosophie ?
On peut ainsi résumer cette idée par la formule de Deleuze : « Qui est Je ?, c’est toujours une troisième personne. » (Qu'est-ce que la Philosophie ?).

## Exemples de personnages conceptuels
- Le Zarathoustra, Dionysos et l'Antéchrist de Nietzsche
- Le Socrate de Platon
- L'idiot de Nicolas de Cuse ou de Descartes
- Le Don Juan de Kierkegaard
- Le Jésus de Nazareth des Évangélistes (selon Michel Onfray qui défend la Thèse mythiste, déclarant que Jésus est inventé).
- Cyrano de Bergerac (Rostand)
- Madame Bovary de Gustave Flaubert